# Albin Neumann
Albin Neumann, Künstlername: Allan, (* 10. Jänner 1909 in Wien; † 6. Jänner 1990 ebenda) war ein österreichischer Zauberkünstler.

## Leben
Neumann wurde als Sohn eines Druckereibesitzers in Wien geboren und lernte als Kind den in der Nachbarschaft wohnenden Künstler LARETTE kennen, der sich mit Spielkarten und Handfertigkeiten befasste und ihn stark beeinflusste. Er war nebenbei Amateurkünstler, bis er durch einen Varietéagenten entdeckt wurde und gegen den Willen seiner Eltern Zauberkünstler wurde. Allan war international als Zauberkünstler und Magier auf Varietébühnen erfolgreich; Ankündigungsplakate zeigen ihn mit verbundenen Augen und eine Spielkarte zeigend, mit der Bezeichnungen ALLAN. DAS KARTENWUNDER. bzw. ALLAN. DER MANN MIT DEN RÖNTGENAUGEN. In der NS-Zeit hatte er weiter Engagements und war auch im Auftrag der Reichstheaterkammer mit Vorträgen in ganz Deutschland gegen Scharlatane, Schwindler und als Spiritistenentlarver tätig. Auch nach dem Krieg war er als Hypnoseexperte und ehrenamtlicher Gutachter für Falschspiele für das österreichische Innenministerium tätig. Falsche Geister, echte Schwindler. war eine von ihm gestaltete Radiosendung. Er wurde am Friedhof der Feuerhalle Simmering beigesetzt. Das Grab ist bereits aufgelassen.

## Mitgliedschaften
- Vizepräsident der Sektion Artisten in der Österreichischen Gewerkschaft für Kunst und freie Berufe.[1]
- Vorstandsmitglied Österreichisches Circus- und Clownmuseum[1]
- Mitglied und Ehrenmitglied Magischer Klub Wien[1]

## Anerkennungen
- Goldenes Ehrenzeichen für die Verdienste um die Republik Österreich[1]

## Publikationen
- Enthüllte Wunder. 1947.[1]
- Simsalabim. Wien 1953.
- Die 4. Dimension. Wien 1955.
- mit Ernst Sprung: Korrigiertes Glück. Falschspiel in Praxis und Theorie. Vereinigung der Bundeskriminalbeamten Österreichs, Wien 1955.
- mit Herbert Schiff, Gert Gunther Kramer: Falsche Geister, echte Schwindler. Geisterjagd durch 3 Jahrhunderte. Zsolnay, Wien 1969.
- mit Herbert Schiff, Gert Gunther Kramer: Von falschen Geistern und echten Schwindlern. Die Macht des Aberglaubens. Zsolnay, Goldmann, München 1973.
- Mögliche Unmöglichkeiten. Zaubern ohne Fingerfertigkeit. Österreichischer Bundesverlag, Wien 1982, ISBN 3-215-04505-2.
- mit Berthold Lang, Kurt Zerzavy: Bibliographisches Lexikon der Magie. in: Berthold Lang (Hrsg.): Hokuspokus fidibus. Österreichisches Circus- und Clownmuseum, Wien 1984.